# Adams kesse Rippe
Adams kesse Rippe (Originaltitel: And God Created Woman) ist eine US-amerikanische Filmkomödie des Regisseurs Roger Vadim aus dem Jahr 1988. Sie ist eine Neuverfilmung der Komödie Und immer lockt das Weib von Roger Vadim und mit Brigitte Bardot aus dem Jahr 1956.

## Handlung
Robin Shea flieht aus dem Gefängnis und lernt den Politiker James Tiernan kennen. Dieser veranlasst sie aber, wieder zurückzugehen. Er gibt ihr den Rat, einen Mann zu finden, der sich um sie kümmert, sodass sie auf Bewährung entlassen werden kann.
Shea geht darauf ein und verführt den im Gefängnis tätigen Handwerker Billy Moran, dem sie 5000 US-Dollar bietet, wenn er sie heiratet. Moran willigt ein, und sie kommt auf Bewährung frei. Zunächst wendet sie sich von Billy ab und interessiert sich mehr für Tiernan. Nach einigem Hin und Her kommt das Ehepaar sich dann doch näher und landet im Bett eines Museums, in dem Billy gerade arbeitet. Als dies von Besuchern entdeckt wird, werden die zuständigen Behörden davon unterrichtet. Wegen Verstoßes gegen die Bewährungsauflagen muss sie zurück ins Gefängnis. Ihr Ehemann bietet ihr zwar seine Ersparnisse an, damit sie untertauchen kann. Robin lehnt das aber ab und erscheint stattdessen auf der Wahlveranstaltung von Tiernan, für den sie einen neu komponierten Song singt. 
In der letzten Szene sieht man Robin und Billy innig vereint im Bett.

## Drehorte
Die Komödie wurde in New Mexico gedreht.

## Kritiken
Der Kritiker von Chicago Sun-Times, Roger Ebert, schrieb, dass der Film wenig mit dem Original gemeinsam habe. Er lobte das „überzeugende“ Spiel von Rebecca De Mornay und Vincent Spano.
Das Lexikon des internationalen Films äußert sich weniger gnädig: „Belangloses und langweiliges Remake […].“

## Auszeichnungen
Rebecca De Mornay wurde 1989 für die Goldene Himbeere als schlechteste Schauspielerin nominiert.